# Rhagonycha kefallinica
Rhagonycha kefallinica es una especie de coleóptero de la familia Cantharidae.

## Distribución geográfica
Habita en Grecia.